# Lipar
Lipar (izvirno srbsko Липар) je naselje v Srbiji, ki upravno spada pod Občino Kula; slednja pa je del Zahodnobačkega upravnega okraja.

## Demografija
V naselju živi 1407 polnoletnih prebivalcev, pri čemer je njihova povprečna starost 39,8 let (37,4 pri moških in 42,2 pri ženskah). Naselje ima 585 gospodinjstev, pri čemer je povprečno število članov na gospodinjstvo 3,09.
To naselje je, glede na rezultate popisa iz leta 2002, večinoma srbsko.
|  |

| Demografija | Demografija     | Demografija     |
| Leto        | Št. prebivalcev | Št. prebivalcev |
| ----------- | --------------- | --------------- |
|             |                 |                 |
|             |                 |                 |
|             |                 |                 |
|             |                 |                 |
| 1948        | 1696            |                 |
| 1953        | 1565            |                 |
| 1961        | 1890            |                 |
| 1971        | 1609            |                 |
| 1981        | 1506            |                 |
| 1991        | 1456            | 1434            |
| 2002        | 1841            | 1807            |
|             |                 |                 |

| Etnična sestava po popisu iz leta 2002 | Etnična sestava po popisu iz leta 2002 | Etnična sestava po popisu iz leta 2002 | Etnična sestava po popisu iz leta 2002 | Etnična sestava po popisu iz leta 2002 |
| -------------------------------------- | -------------------------------------- | -------------------------------------- | -------------------------------------- | -------------------------------------- |
| Srbi                                   | Srbi                                   |                                        | 1.644                                  | 90,97%                                 |
| Madžari                                | Madžari                                |                                        | 45                                     | 2,49%                                  |
| Črnogorci                              | Črnogorci                              |                                        | 28                                     | 1,54%                                  |
| Rusini                                 | Rusini                                 |                                        | 14                                     | 0,77%                                  |
| Hrvati                                 | Hrvati                                 |                                        | 11                                     | 0,60%                                  |
| Ukrajinci                              | Ukrajinci                              |                                        | 11                                     | 0,60%                                  |
| Jugoslovani                            | Jugoslovani                            |                                        | 7                                      | 0,38%                                  |
| Nemci                                  | Nemci                                  |                                        | 4                                      | 0,22%                                  |
| Rusi                                   | Rusi                                   |                                        | 3                                      | 0,16%                                  |
| Goranci                                | Goranci                                |                                        | 3                                      | 0,16%                                  |
| Slovaki                                | Slovaki                                |                                        | 1                                      | 0,05%                                  |
| Muslimani                              | Muslimani                              |                                        | 1                                      | 0,05%                                  |
| Bošnjaki                               | Bošnjaki                               |                                        | 1                                      | 0,05%                                  |
| Neznano                                | Neznano                                |                                        | 21                                     | 1,16%                                  |